# Stichillus limai
Stichillus limai är en tvåvingeart som beskrevs av Borgmeier och Prado 1975. Stichillus limai ingår i släktet Stichillus och familjen puckelflugor. Inga underarter finns listade i Catalogue of Life.